# 1002
1002 (MII) fue un año común comenzado en jueves del calendario juliano. Fue también el número 1002 anno Dómini o de la designación de Era Cristiana, además del segundo del segundo milenio y del siglo XI, el tercero de la década de 1000.

## Acontecimientos
- 15 de febrero: en Pavía (península itálica), en una asamblea de aristócratas lombardos, Arduino de Ivrea es restaurado a sus dominios y coronado rey de Italia.
- En la península ibérica se libra la Batalla de Calatañazor en la que Sancho García, conde de Castilla vence a Almanzor, que muere a consecuencia de las heridas recibidas en dicha batalla. Finaliza la invasión musulmana.
- En alguna ciudad de Alemania, el último linaje de los Otones, Enrique II es elegido emperador del Sacro Imperio Romano Germánico a la muerte de Otón III.

## Nacimientos
- Adelaida de Normandía, ciudadana normanda (f. 1038), hija de Ricardo II.
- León IX, papa italiano, rey de la Iglesia católica (f. 1054).
- Nicéforo III, emperador bizantino (f. 1081).

## Fallecimientos
- 23 de enero: Otón III, aristócrata alemán, emperador romano germánico entre 983 y 1002 (n. 980).
- 30 de abril: Ecardo I, margrave de Meissen.
- 9 de agosto: Almanzor, líder militar y político andalusí (n. 938).
- 15 de octubre: Enrique I, aristócrata borgoñés.
- 13 de noviembre: Pallig Tókason, militar danés, caudillo de Jelling (Dinamarca).
- Rogneda de Pólatsk, princesa de Pólatsk.
- Sancho Ramírez de Viguera, segundo rey de Viguera.
- Elgiva de York, ciudadana inglesa, esposa del rey Etelredo II el Indeciso.